# Lee Wen
Lee Wen 李文 (1957 – 3 marzo 2019) è stato un artista singaporiano.
È stato un artista performativo che ha plasmato lo sviluppo dell'arte performativa in Asia. Ha lavorato sui concetti di identità, etnia, libertà e sul rapporto dell'individuo con le comunità e l'ambiente. L'opera più iconica di Lee è la serie di performance intitolata The Journey of a Yellow Man, nata come critica delle identità razziali ed etniche nel 1992 e trasformatasi in una meditazione sulla libertà, l'umiltà e le pratiche religiose nel corso di oltre un decennio. Comprende spettacoli, installazioni multimediali e dipinti.
Dipingendo il proprio corpo con una vernice gialla brillante, esprime un simbolo esagerato della sua identità etnica in quanto cittadino di Singapore. È stato attivo anche in iniziative gestite da artisti, in particolare nell'ambito di The Artists Village (TAV) a Singapore, del collettivo di artisti performativi Black Market International e dei festival Future of Imagination e Rooted in the Ephemeral Speak (RITES). Il 3 marzo 2019 è morto a causa di un'infezione polmonare, all'età di 61 anni.

## Biografia
Lee Wen ha studiato nella Kim Keat Primary School e nel Raffles Institution, oggi non più attivi. Dopo aver conseguito il diploma di scuola superiore, ha lavorato come addetto alla logistica, operatore informatico e impiegato di banca. Nel 1988, all'età di 30 anni, abbandonò la carriera bancaria per iscriversi al Lasalle-SIA College of the Arts.
Lee Wen si è espresso sia con la pittura sia con vari media non tradizionali, subendo l'influenza dell'artista performativo Tang Da Wu e di altri artisti sperimentali come Amanda Heng e Vincent Leow dell'Artists Village . Nel 1990 Lee studiò al City of London Polytechnic e fu allora che trovò la sua vera vocazione come artista performativo . In seguito sviluppò il personaggio di Yellow Man, che gli valse i primi riconoscimenti nella comunità artistica.

## Mostre e festival
Il lavoro di Lee Wen ha rapidamente ottenuto un riconoscimento internazionale a partire dal 1993. Ha presentato il suo lavoro artistico in molte sedi internazionali come la Biennale di Gwangju e la Terza Triennale Asia-Pacifico di Arte Contemporanea (APT3), Queensland Art Gallery, Brisbane, Australia nel 1999. Dove ha eseguito Journey of a Yellow Man No.13
Nel 2012, il Singapore Art Museum ha organizzato una retrospettiva di metà carriera intitolata Lucid Dreams in the Reverie of the Real, che presentava più di quaranta installazioni, fotografie e video. Nel 2019, l'Asia Art Archive, un'organizzazione no-profit con sede a Hong Kong, ha organizzato una mostra con i suoi taccuini e quaderni, evidenziandoli come "luoghi di performance".
Nel 2003, Lee ha guidato The Future of Imagination, festival internazionale di performance art al The Substation e allo Sculpture Square nel 2004, con la partecipazione di artisti internazionali come Alastair MacLennan dall'Irlanda del Nord, Irma Optimist dalla Finlandia e Marilyn Arsem dagli Stati Uniti. Attraverso performance dal vivo e diverse forme di conversazione Lee vide il valore di avere un incontro annuale di artisti internazionali a Singapore, condividendo un interesse continuo nei costrutti culturali dell'identità nella situazione globale e nelle tendenze attuali della pratica artistica contemporanea.

## Riconoscimenti
Lee ha insegnato arte alla Tokyo National University of Fine Arts and Music e nella sua alma mater di Singapore. Ha anche tenuto seminari presso l'Università di Belle Arti di Hanoi, l'Università dell'Ulster, nel Regno Unito, l'Universidad Autónoma Metropolitana, Città del Messico e la Musashino Art University, Tokyo.
Nel 2015, Lee Wen è stato selezionato per il Joseph Balestier Award for the Freedom of Art, che onora un artista o un curatore del sud-est asiatico il cui lavoro è attivamente impegnato a promuovere la libertà. Ha vinto il premio nel 2016.
In collaborazione con il NTU Centre for Contemporary Art Singapore e la National Gallery Singapore come collaboratore di supporto, Asia Art Archive ha digitalizzato l'archivio personale dell'artista, che include materiali sulla sua pratica come artista, organizzatore e scrittore a partire dai primi anni '80.